# Melchior Hoek
Melchior (Melchert) Hoek (Leeuwarden, 7 september 1786 - Kampen, 30 juni 1869) was een Nederlandse militair.
Hoek nam in 1799 dienst in de 'Bataafse Armee' (het leger van de Bataafse Republiek) als tamboer, en werd in 1806 opgenomen in de koninklijke garde van Lodewijk Napoleon. Na de incorporatie van het Hollandse leger in het Franse leger in 1810 diende hij als 2e luitenant bij het 127ème Régiment d'Infanterie de Ligne. Hij werd bevorderd tot 1e luitenant en maakte in 1812 de veldtocht naar Rusland mee. In de Slag bij Smolensk raakte hij zwaargewond aan zijn linker- en rechterheup en linkerbeen. Hij werd benoemd tot adellijk ridder in het Legioen van Eer. Na de veldtocht wordt hij bevorderd tot adjudant-majoor bij het 3e bataljon. Na een aantal maanden in 1814 te hebben gediend bij een corps 'Hollandse pioniers' wordt hij, na de val van Napoleon, op 25 mei 1814 met deze eenheid gerepatrieerd.
Een maand later neemt hij dienst in het Nederlandse leger als 1e luitenant bij het 2e Bataljon Infanterie van Linie. In 1815 wordt hij overgeplaatst naar het 34e Bataljon Nationale Militie, met de rang van kapitein. Tijdens de Belgische Opstand wist hij zich te onderscheiden, waarvoor hij op 12 oktober 1831 werd beloond met het Militaire Willems-Orde 4e klasse. In 1836 werd hij bevorderd tot majoor, en in 1842 ging hij met pensioen in de rang van luitenant-kolonel. Hij werd vervolgens benoemd tot commandant van het Huis van Opsluiting en Tuchtiging te Leeuwarden.
In 1852 schrijft hij een 'beknopt verslag' van zijn ervaringen tijdens de Russische Veldtocht.